# Pjotr Levsjin
Pjotr Levsjin, känd som Platon, född 29 juni 1737, död 11 november 1812, var en rysk ortodox teolog.
Platon utsågs av Katarina II av Ryssland till lärare för tronföljaren Paul och 1787 till metropolit i Moskva, vilket innebar ledningen av den ryska kyrkan. Platon som var påverkad av den franska upplysningen, verkade för den teologiska utbildningen och var själv en betydande kyrkohistorisk författare. Hans lärobok Den ortodoxa läran (1765) blev nästan ansedd som en bekännelseskrift. Platons samlade arbeten utgavs 1777–1820 i 20 band.